# Belga futsalválogatott
A belga futsal-válogatott Belgium nemzeti csapata, amelyet a Belga Királyi labdarúgó-szövetség, (hollandul: Koninklijke Belgische Voetbalbond, franciául: Union royale belge des sociétés de football association) irányít.

## Eredmények

### Világbajnokság
| Év       | Eredmény      | M  | Gy | D | V | Rg | Kg | Gk  |
| -------- | ------------- | -- | -- | - | - | -- | -- | --- |
| 1989     | 4. hely       | 8  | 5  | 2 | 1 | 22 | 11 | +11 |
| 1992     | Második kör   | 6  | 3  | 0 | 3 | 17 | 18 | -1  |
| 1996     | Második kör   | 6  | 2  | 0 | 4 | 17 | 22 | -5  |
| 2000     | Nem jutott be | –  | –  | – | – | –  | –  | –   |
| 2004     | Nem jutott be | –  | –  | – | – | –  | –  | –   |
| 2008     | Nem jutott be | –  | –  | – | – | –  | –  | –   |
| 2012     | Nem jutott be | –  | –  | – | – | –  | –  | –   |
| 2016     | Folyamatban   | –  | –  | – | – | –  | –  | –   |
| Összesen | 3/8           | 20 | 10 | 2 | 8 | 56 | 51 | +5  |

### Európa-bajnokság
| Év       | Eredmény      | M  | Gy | D | V | Rg | Kg | Gk  |
| -------- | ------------- | -- | -- | - | - | -- | -- | --- |
| 1996     | 3. hely       | 4  | 2  | 0 | 2 | 8  | 10 | -2  |
| 1999     | Csoportkör    | 3  | 0  | 1 | 2 | 1  | 7  | -6  |
| 2001     | Nem jutott be | –  | –  | – | – | –  | –  | –   |
| 2003     | Csoportkör    | 3  | 0  | 1 | 2 | 5  | 11 | -6  |
| 2005     | Nem jutott be | –  | –  | – | – | –  | –  | –   |
| 2007     | Nem jutott be | –  | –  | – | – | –  | –  | –   |
| 2010     | Csoportkör    | 2  | 0  | 0 | 2 | 2  | 8  | -6  |
| 2012     | Nem jutott be | –  | –  | – | – | –  | –  | –   |
| 2014     | Csoportkör    | 2  | 0  | 1 | 1 | 1  | 6  | -5  |
| 2016     | Nem jutott be | –  | –  | – | – | –  | –  | –   |
| Összesen | 5/10          | 14 | 2  | 3 | 9 | 17 | 42 | -25 |